# Анджапаридзе, Георгий Несторович
Георгий (Гизо) Несторович Анджапаридзе (груз. გიორგი ნესტორის ძე ანჯაფარიძე, 9 января 1887, Киция, Самегрело — Земо-Сванети — 14 декабря 1937, Иркутск) — грузинский юрист, политик, член Учредительного собрания Грузии.

## Биография
Родился 9 января 1887 года в Самегрело. Его отец — Нестор Анджапаридзе, и отец Верико Анджапаридзе — Ивлиане были двоюродными братьями.
Гизо окончил Батумскую мужскую гимназию и продолжил обучение на юридическом факультете Московского университета.
Был членом Российской социал-демократической рабочей партии с 1905 года и участвовал в революционных выступлениях. Вернувшись на родину в 1913 году, работал юристом в Батуме и защищал аджарцев, задержанных властями в 1915—1916 годах.
После февральской революции 1917 года был избран председателем Совета рабочих и солдатских депутатов Батума. Он занимал эту должность до 1 апреля 1918 года, до того как турецкая армия оккупировала Батум. В ноябре 1917 года был избран членом Национального совета, в 1918 — в члены Закавказского совета и 26 мая 1918 года подписал декларацию о независимости Грузии.

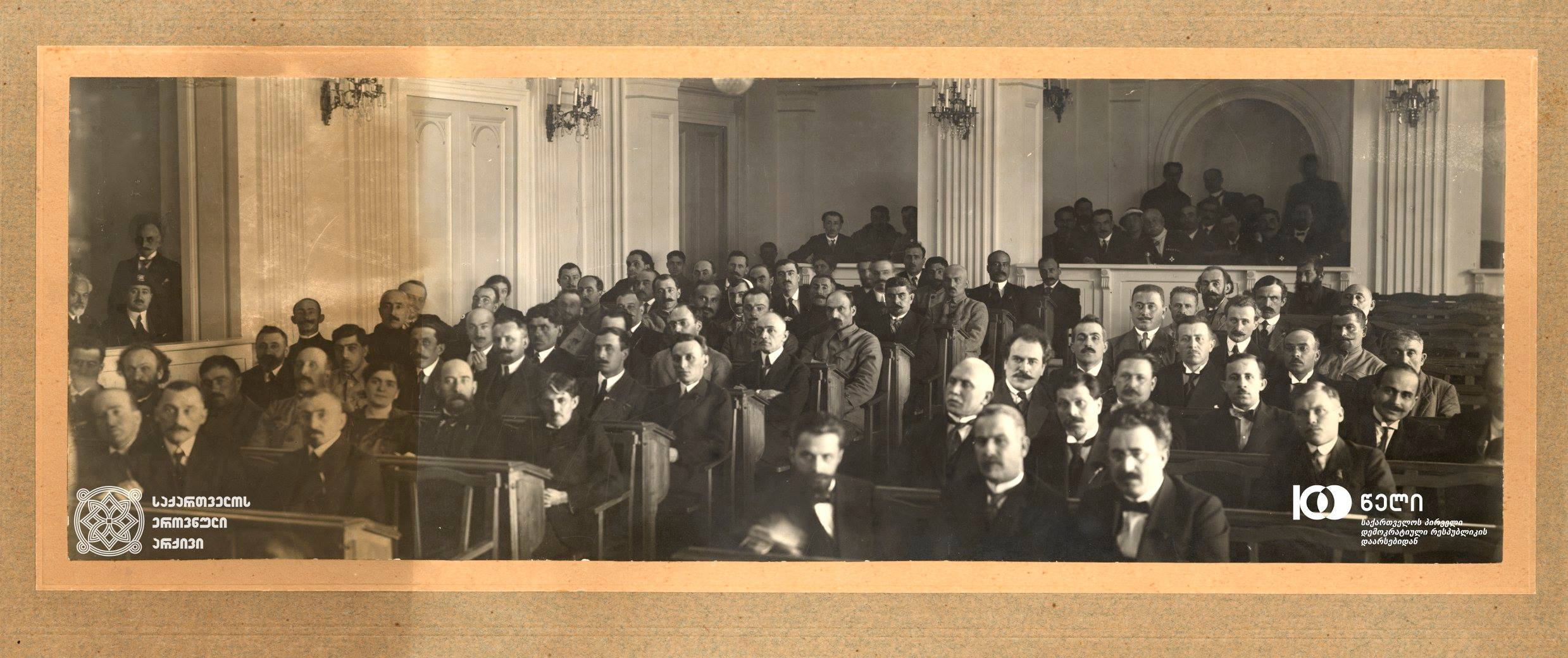
Учредительное собрание Грузии. Анджапаридзе, левая сторона

В 1918 году избран членом парламента Демократической Республики Грузии, а с августа — губернатором от грузинских властей в Сочи.
12 марта 1919 года был избран членом Учредительного собрания Грузии по списку социал-демократической партии Грузии. 4 сентября 1920 года — мэром Батуми.
3 мая 1921 года был арестован вместе с другими политическими лидерами во время советизации Грузии, был в тюрьме до июля 1922 года. Второй раз был арестован 16 сентября того же года в Сурами. Освобождён 20 октября с обязательством покинуть Грузию, но позже ему разрешили остаться.
Участвовал в организации антисоветского восстания 1924 года, но из-за давления на семью сдался. В 1925 году был осуждён вместе с 46 другими политзаключёнными на пять лет тюремного заключения. Впоследствии его несколько раз арестовывали, опять же по обвинению в антисоветских действиях. Был выслан в Сибирь, жил в городе Тара, селе Жигалово, работал экономистом-плановиком, бухгалтером.
5 декабря 1937 года он был заключён в тюрьму в Иркутской области и приговорён к смертной казни. Расстрелян в Иркутске 14 декабря 1937 года. Реабилитирован 30 ноября 1957 года.